# Kitty Lynn Joustra
Kitty Lynn Joustra (Purmerend, 11 januari 1998) is een Nederlandse waterpolospeelster. De rechtshandige Joustra speelt als midvoor en komt sinds 2023 uit voor de Griekse topclub Vouliagmeni. Joustra begon met waterpolo bij ZV de Zaan. In 2014 maakt ze de overstap naar ZVL in Leiden. 
In 2015 maakte Joustra haar debuut in het grote  oranje, nadat ze de verschillende Jong Oranje selecties had doorlopen. Met het Nederlandse seniorenteam werd ze Europees kampioen in 2018  en 2024, en wereldkampioen in 2023.

## Erelijst
- 2018:  EK Barcelona (Spanje)
- 2023:  Wereldbeker Long Beach (Verenigde Staten)
- 2022:  WK Boedapest (Hongarije)
- 2023:  Wereldbeker Long Beach (Verenigde Staten)
- 2023:  Wereldkampioenschap Fukuoka (Japan)
- 2024:  EK in Eindhoven (Nederland)
- 2024:  Olympische Spelen